# Gentianella concinna
Gentianella concinna is een soort uit de gentiaanfamilie (Gentianaceae). De plant is endemisch op de Aucklandeilanden, gelegen ten zuiden van Nieuw-Zeeland. Hij komt voor in kustgebieden tot in alpiene gebieden, waar hij groeit in open veenachtig terrein, graslanden met pollenvormende grassen, bossen en tussen struikgewas.
... · 
G. amarella (Slanke gentiaan) · 
G. anisodonta · 
G. aspera · 
G. campestris (Veldgentiaan) · 
G. concinna · 
G. germanica (Duitse gentiaan) · 
...